# 伯纳德·布尔西科
伯纳德·布尔西科（法語：Bernard Boursicot，1944年8月12日—），法国外交官，被中华人民共和国间谍和京剧演员时佩璞男扮女装色诱，为中国刺探和提供情报。间谍案事发后，于1986年审判，案中非同寻常的“美人計”在法国轰动一时。1988年，此案被美籍华裔剧作家黃哲倫改编为百老汇戏剧《蝴蝶君》，1993年又改编为同名电影，由加拿大导演大衛·柯能堡执导，此剧和电影把此间谍案又引起公众的兴趣，并且激发了文艺界对间谍案的兴趣。

## 成为间谍
布尔西科生于1944年，1964年任法国驻华大使馆会计期间，在大使馆一个招待会上结识时佩璞，当时时佩璞26岁，他们很快确立恋爱关系。
1965年，时佩璞称怀孕，从新疆买了个孩子假冒自己生的孩子，这孩子叫时度度，布尔西科和他的家人后来给孩子起名伯纳德（Bernard）。在随后的十年，布尔西科被派往其他国家，这一畸形之恋分分合合。布尔西科称他开始为时佩璞搜集情报的时候，正值中国文化大革命时期，二人难以相见。 中国情报机关领导人康生安排他与时佩璞见面，以换取他的情报。他认为如果他不为中国获取情报，时佩璞将会面临危险。

## 返回法国
布尔西科于1979年返回法国，与时佩璞失去联系。1982年，布尔西科将“妻子”时佩璞和16岁的“儿子”时度度接到巴黎，“一家人”团聚。布尔西科被当局讯问，承认向时佩璞提供了150份机密文件。1983年，布尔西科与时佩璞因涉嫌间谍罪被捕。检方告诉布尔西科，时佩璞其实是男人。布尔西科不信，直到他亲眼目睹了时佩璞的身体才相信。知道真相后，他试图自杀，但未遂。1986年，布尔西科和时佩璞被宣判，间谍罪罪名成立，各自被处6年监禁。
1987年，时佩璞被特赦。出狱之后，时佩璞继续居住在巴黎，尽管声名狼藉，依然上台表演京剧。布尔西科也提前出狱，据报道，他与一男性伴侣过着满意的生活，对他与时佩璞的往事也已经释然。时佩璞和时度度再也没与布尔西科有联系。2009年，时佩璞去世，据讣告透露，时度度居住在巴黎，已成家，并育有三子。

## 向记者坦露实情
布尔西科与女记者乔伊斯·瓦德勒（Joyce Wadler）充分合作，为瓦德勒写一部关于此间谍案的书提供素材，接受了瓦德勒长时间的对个人经历的深入采访，并允许瓦德勒获取有关文字材料和采访自己的家人。
除了出书之外，瓦德勒于1993年《纽约时报星期日周刊》（New York Times Sunday Magazine）另发表了一篇长文，题目为《蝴蝶君真相：爱上影子的间谍》（"The True Story of M. Butterfly; The Spy Who Fell in Love With a Shadow"），文章披露了布尔西科与男身时佩璞相识，却后来误信其为女人而相爱的私密细节。
布尔西科告诉瓦德勒，时佩璞一开始给他讲了一个戏剧故事，中国一女子女扮男装以便入学接受教育，爱上一位男同学，但是却被父母安排另嫁他人，这位男同学自杀殉情，这位女子在这位男同学坟前也自杀。这个故事叫化蝶。布尔西科说，正好是他有个机会换掉他乏味的工作的时候，时佩璞又给他讲化蝶的故事，补充说他也是终生女扮男装，她母亲已生下两女，他父亲未有后要纳妾，此时，他降生，他母亲便骗他父亲说生下一子，时佩璞说他母亲这么做是防父亲纳妾和自己受辱。布尔西科将时佩璞编造的故信以为真，还爱上了他，于是就有了后面的事。

## 当事人评述
时佩璞讣告中说，时佩璞不乐意回答事件中有关风流事的问题。1988年，时佩璞在一次采访中说「我过去能让女人和男人都为我神魂颠倒。我是谁，他们是谁，不重要。」
布尔西科说，“真相大白前，是个很美丽的故事。”

## 遗产
- 1988年，美籍华裔剧作家黄哲伦根据此间谍案，创作出戏剧《蝴蝶君》。1993年，该剧被改编为同名电影。
- 在一本讲述时佩璞的上司、中国情报机构的头目康生的书《中国特务》中（The Chinese Secret Service）披露了时佩璞的事情。[12]